# Roser Llop i Florí
Roser Llop Florí (Figueres, Alt Empordà, 6 de maig de 1961 – Sant Sebastià, País Basc, 13 de febrer de 2001) fou una jugadora de basquetbol catalana.
Escorta, s'inicià en el Club Bàsquet Escolàpies de Figueres i competí amb el Club Bàsquet ADEPAF Figueres, on destacà la seva notable qualitat anotadora i la compenetració de joc amb la base gironina Anna Junyer. Sota la direcció del tècnic cugatenc Rafel Mora, aconseguí dos campionats d'Espanya júnior i l'ascens a Primera divisió, fent el debut a la màxima competició la temporada 1980-81. Posteriorment, jugà amb diversos equips de la Lliga femenina, com el Picadero Jockey Club (1981-83), Betània-Patmos (1983-84), Comansi Masnou (1984-85), on va coincidir amb Ester Daurella, Club Bàsquet Cantaires Tortosa (1985-90), Dorna Godella i Juven San Sebastian, retirant-se professionalment en aquest últim club. Al llarg de la seva trajectòria esportiva, guanyà cinc lligues espanyoles, sis copes de la Reina i set lligues catalanes. Fou internacional amb la selecció espanyola en seixanta-cinc ocasions i participà als Campionats d'Europa de Basquet de 1985 i 1987.
Com a homenatge pòstum, l'abril de 2018 el Club Bàsquet Escolàpies de Figueres organitzà el memorial Roser Llop i el novembre del mateix any l'Ajuntament de Figueres batejà un dels pavellons esportius municipal amb el seu nom.

## Palmarès
- 5 Lligues espanyoles de bàsquet femenina: 1982-83, 1986-87, 1987-88, 1988-89, 1990-91
- 7 Copes espanyoles de bàsquet femenina: 1982-83, 1984-85, 1985-86, 1986-87, 1987-88, 1988-89, 1990-91
- 6 Lligues catalanes de bàsquet femenina: 1981-82, 1982-83, 1984-85, 1985-86, 1986-87, 1987-88